# حصة العرض

رسم توضيحي للعناصر المدارية، حيث أن حصة العرض هي مجموع حصة الحضيض ω والخاصة الحقيقية ν

في الميكانيكا السماوية، حِصَّة العرض (بالإنجليزية: Argument of latitude)‏ كما كانت تسمى في عصر الحضارة الإسلامية، يشار إليها بـ {\displaystyle u}، هي معلمة زاوية تحدد موضع الجرم المتحرك على طول مدار كبلر. وهي الزاوية بين العقدة الصاعدة والجرم.
إنه مجموع الخَاصَّة الحقيقية وحصة الحضيض الأكثر استخدامًا، أي:
حيث {\displaystyle u} هي حصة العرض، {\displaystyle \nu } الخاصة الحقيقية، و {\displaystyle \omega } حصة الحضيض.